# کلارا هیتلر
کلارا هیتلر (به آلمانی: Klara Hitler) با نام اصلی کلارا پولتزل (به آلمانی: Klara Pölzl) (زاده ۱۲ اوت، ۱۸۶۰ – درگذشته ۲۱ دسامبر، ۱۹۰۷)، مادر آدولف هیتلر بود.

## تبار و خانواده
پدر کلارا یوهان پولتزل و مادر او یوهانا هیدلر نام داشت. کلارا در روستای اشپیتال در اتریش در خانه پلاک ۳۷ چسبیده به خانه شوهر آینده خود یعنی آلویس هیتلر به دنیا آمد.
کلارا نزد پدر بزرگ خود یعنی یوهان نپوموک هیدلر بزرگ شد.

## ازدواج
کلارا در ۱۸۸۵ در والد فیرتال (ناحیه‌ای فقیرنشین در اتریش) به عقد آلویس هیتلر در آمد و پیش از آن به مدت ۶ سال خدمتکار خانواده آن‌ها بود.

به گفته پزشک خانوادگی آن‌ها دکتر بلوخ، او زنی بود: " ساده دل، محجوب و مهربان. بلند قد بود و مویی تقریباً خرمایی رنگ داشت که آنها را به دقت می‌بافت، و صورتی کشیده و بیضی شکل و چشمانی زیبا و معنا دار به رنگ عسلی داشت. "

## مرگ
او سرانجام در ۲۱ دسامبر سال ۱۹۰۷ در شهر لینتس اتریش بر اثر سرطان پستان درگذشت.